# Marollette
Marollette ist eine französische Gemeinde mit 159 Einwohnern (Stand: 1. Januar 2022) im Département Sarthe in der Region Pays de la Loire; sie gehört zum Arrondissement Mamers und zum Kanton Mamers. Die Einwohner werden Marollettins genannt.

## Geographie
Marollette liegt etwa 43 Kilometer nordnordöstlich von Le Mans. Umgeben wird Marollette von den Nachbargemeinden Contilly im Norden, Montgaudry im Nordosten, Suré im Osten, Mamers im Süden, Saint-Longis im Westen und Südwesten sowie Aillières-Beauvoir im Westen und Nordwesten.

## Bevölkerungsentwicklung
| 1962                      | 1968 | 1975 | 1982 | 1990 | 1999 | 2006 | 2013 |
| ------------------------- | ---- | ---- | ---- | ---- | ---- | ---- | ---- |
| 151                       | 133  | 113  | 133  | 147  | 117  | 114  | 142  |
| Quelle: Cassini und INSEE |      |      |      |      |      |      |      |

## Sehenswürdigkeiten
- Kirche Notre-Dame aus dem 10. Jahrhundert, Umbauten aus dem 14., 19. und 20. Jahrhundert
- Altes Pfarrhaus aus dem Jahre 1850